# طايع (مسلسل)
طايع هو مسلسل تلفزيوني درامي مصري عُرض في شهر رمضان 2018. ويضم المسلسل كل من الممثلين: عمرو يوسف، عمرو عبد الجليل، صبا مبارك، سهير المرشدي، أحمد عبد الله محمود، سلوى محمد علي، محمود حافظ، مي الغيطي، رشدي الشامي، أحمد داش، محمد علي، وعلي قاسم. والمؤلف هو السيناريست محمد دياب، وإخراج عمرو سلامة.

## الأداء
- عمرو يوسف (طايع)
- عمرو عبد الجليل (حربي)
- صبا مبارك (مهجة / زوجة طايع)
- سهير المرشدي (عواطف)
- أحمد عبد الله محمود (سلطان)
- سلوى محمد علي (أم مهجة / زوجة العمدة)
- محمود حافظ (جابر)
- مي الغيطي (أزهار)
- رشدي الشامي (أبو مهجة / العمدة)
- أحمد داش (فواز / أخو طايع)
- جميل برسوم (عصمت شاكر)
- هشام سليم (حسن / أبو طايع) «ضيف شرف»
- محمد علي (الضابط سراج)
- مها نصار (أمينة)
- محمود جمعة (الحاج عرفه)

## القصة
يدور المسلسل في إطار درامي تشويقي حول الطبيب «طايع» الذي ينشأ في قرية بجنوب الصعيد بمحافظة الأقصر، والذي يلقي أباه «حسن الهواري» مصرعه أثر بحثه عن الآثار، وتتداول الأقاويل عن سبب وفاة حسن المأساوية، مما يدفع بوالدة طايع بمطالبته للثأر لأبيه، فيضطر للهرب رافضاً سفك الدماء، مدخلاً نفسه السجن حمايةً له ولأسرته من دائرة الأخذ بالثأر. ثم يُطْلَق سراحه من قبل صديقه ضابط الشرطة «سراج» للرجوع إلي البلدة للإيقاع بعصابة تهريب الآثار التي يتزعمها «حربي»، والذي يطالب بالثأر من طايع لمقتل أحد أفراد عائلته.